# Arthroleptis krokosua
Arthroleptis krokosua es una especie de anfibio anuro de la familia Arthroleptidae.

## Distribución geográfica
Esta especie es endémica de Ghana. Habita en la Reserva Forestal de Krokosua Hills y en la Reserva Forestal del Río Sui.

## Publicación original
- Ernst, Agyei & Rödel, 2008 : A new giant species of Arthroleptis (Amphibia: Anura: Arthroleptidae) from the Krokosua Hills Forest Reserve, south-western Ghana. Zootaxa, n.º 1697, p. 58-68.[5]